# 突袭2：暴徒
《突袭2：暴徒》是一部2014年加雷斯·埃文斯编剧并执导的印尼犯罪动作片，为2012年的成功之作《全面突襲》的续集。印尼于2014年3月28日上映。伊科·乌艾斯继续饰演主角 Rama，其他演员包括 Arifin Putra,、Julie Estelle、Alex Abbad、Tio Pakusadewo、Oka Antara 和 Cecep A. Rahman。此外，日本演员松田龍平、遠藤憲一和北村一輝也参与演出。Sony Pictures Classics负责全球发行。

## 剧情
拉馬在逮捕腐敗警官Wahyu後，將他押送至警隊反腐敗小組主管Bunawar指定的地點，並交出揭露警界高層與犯罪組織勾結的證據。然而，讓拉馬意外的是，Bunawar當場處決了Wahyu，並向他解釋，這些高層的勢力過於龐大，目前的證據不僅不足以將他們繩之以法，反而可能連累拉馬的妻子和孩子。為了保護家人，Bunawar提議讓拉馬假死，並以「Yuda」的身份進行臥底行動。
拉瑪化名為尤達，布納瓦指派他滲透進雅加達最大的犯罪組織——班根家族。該家族負責維持貝喬和後藤幫（日本黑幫）之間的和平。拉瑪故意被關進與班根家族衝動暴躁的少爺烏科同一間監獄，並在一次激烈的監獄暴動中救了他的命，贏得了烏科的信任。出獄後，烏科將拉瑪引薦給其父班根，並讓他為班根工作。拉瑪協助烏科對當地色情製片人托潘進行暴力勒索。
烏科醉酒後向拉瑪表達對於自己在家族內部地位的沮喪，並暴力騷擾一名妓女。拉瑪趁機在烏科的錢包內秘密安裝竊聽器。烏科暗中與貝喬會面，並答應資助貝喬對抗後藤幫。為了感謝烏科，貝喬召集了一些曾參與監獄暴動的成員，讓烏科親手處決他們。
班根家族的長期執行者帕卡索受命保護家族不受貝喬的侵害，烏科試圖說服帕卡索參與戰爭。貝喬的刺客團隊最終殺死了帕卡索。烏科嘗試說服班根，將帕卡索的死歸咎於後藤幫，但班根拒絕發動報復。在一次班根與後藤幫的會議中，烏科因憤怒而當場發飆，令班根不得不讓步割讓部分地盤。隨後，班根因烏科破壞和平而痛打了他。
另一方面，拉瑪遭到瑞薩的腐敗警員襲擊後，接到班根顧問艾卡的緊急召喚，趕到班根的辦公室。貝喬帶著刺客團隊到達，烏科殺害了自己的父親班根，並重傷了艾卡。拉瑪及時趕到，救下艾卡，但最終被制服並被帶走準備處決。艾卡冒死營救了拉瑪，並透露自己早就知道拉瑪是臥底警察，也是一名警官。
後藤幫得知烏科的背叛以及瑞薩與貝喬、烏科的會面後，宣戰三人。烏科發現錢包中的竊聽器，並察覺到貝喬與監獄暴動成員有相同的紋身，意識到自己被陷害。拉瑪擊敗了貝喬的手下，包括「錘妹」和「棒球男」。貝喬企圖射殺拉瑪，卻被烏科殺死。隨後，烏科試圖對拉瑪開槍，但被拉瑪成功反擊刺死。
最後拉马帶著傷走出工廠時，看到前來復仇的Goto 家族，而Goto看到班昆的黑幫被拉马一人殲滅。覺得對方是個人才，想邀請他替自己效命。而厭倦打打殺殺的拉马果斷拒絕。一場戰役又再次展開。

## 角色
- 伊科·乌艾斯 - Rama/Yuda（特警部队成员）
- 阿里芬普特拉 - Uco（Bangun 的儿子）
- Oka Antara - Eka（雅加达最大的黑帮组织的顾问参谋，特警部队臥底）
- 蒂奥·帕库萨德沃 - Bangun（黑帮组织首领）
- Alex Abbad - Bejo（年轻的黑帮成员）
- 朱莉·埃斯特尔 - Alicia 又稱 Hammer Girl（以拔钉锤为武器、残酷无情的雇佣女杀手）
- Very Tri Yulisman - Baseball Bat Man（残酷无情的雇佣男杀手，"Hammer Girl的工作搭档和兄弟）
- 松田龍平 - Keiichi（Goto 的儿子和继承人）
- 遠藤憲一 - Goto（Goto 家族的首领）
- 北村一輝 - Ryuichi（Goto 的翻译和顾问）
- Cecep Arif Rahman - Assassin（鈎刀杀手，本作武打的最終魔王）
- Cok Simbara - Bunawar（警队反腐败小组的主管）
- Yayan Ruhian - Mad Prakoso（Bangun 最忠诚的杀手）
- Donny Alamsyah - Andi（Rama 的兄弟）
- Roy Marten - Reza（腐败的警官）

## 评价
烂番茄新鲜度达80%，Metacritic上33家媒体综评71分，影片获得广泛好评，尤其是精彩的动作场面普遍获赞。

## 奖项
第九届亚洲电影大奖
- 最佳剪辑